# Шефкоммуна
Шефкомму́на — хутор в Новокубанском районе Краснодарского края.
Входит в состав Верхнекубанского сельского поселения.

## Население
| 2002 | 2010 |
| ---- | ---- |
| 285  | ↗313 |

## Улицы
| - ул. Железнодорожная, - ул. Полевая, | - ул. Строительная, - ул. Шоссейная. |